# Capabel Onderwijs Groep
Capabel Onderwijs is een Nederlandse commerciële onderwijsinstelling die verkort klassikaal- en afstandsberoepsonderwijs verzorgt. Het is een onderneming van Calder Holding b.v. en wil een alternatief bieden voor de reguliere regionale opleidingscentra (ROC). Capabel is vanaf het einde van de jaren 1980 ontstaan door fusies van verschillende opleidingsinstituten. Er zijn elf opleidingscentra verspreid over het land. Het hoofdkantoor is gevestigd te Utrecht.

## Geschiedenis
Voor 1990 werden veel middelbare beroepsopleidingen verzorgd door zelfstandige, vanuit de werkgevers opgerichte scholen, het ging om inservice-onderwijs; een combinatie van werken en leren. Met de daarnaast bestaande streekscholen zouden ze vaak fuseren tot ROC’s die theoretischer van insteek zijn.
Een in 1984 in Assen ontstaan initiatief voor praktijkgericht beroepsonderwijs voor de informatiesector was de Vrouwenvakschool. Het doel was de positie van de vrouw op de arbeidsmarkt te verbeteren en daardoor meer financiële onafhankelijkheid te bieden. De Vrouwenvakschool wilde met informatica opleidingen voldoen aan de behoefte vanuit de arbeidsmarkt. Ze bood naast theoretische opleidingen ook praktijkgerichte trainingen aan. De school was bedoeld voor vrouwen vanaf 25 jaar die moeilijk werk konden vinden omdat ze niet de juiste werkervaring of beroepsopleiding hadden. In 1994 werden op vrouwenvakscholen jaarlijks werden 1900 vrouwen opgeleid van wie 80% een baan vond.
Een ander initiatief was de in 1989 door Leeuwardense ondernemers opgerichte Stichting Praktijkcentrum Informatica Opleidingen (Spil). 
In 1996 werd de Wet educatie en beroepsonderwijs doorgevoerd. De subsidies voor de praktijkopleidingen verdwenen. De Spil in Leeuwarden werd daarom omgezet in de DE SPIL/Chiron BV. Rond 2000 werden twee andere praktijkomgevingen, te weten ISI en SICA geïntegreerd in een bedrijf met de naam ISI/Chiron. Dit richtte zich meer op bedrijfstrainingen en trajecten voor werkzoekenden. In 2002 ontstond de bv Essay/Chiron na de overname van instituut Essay, oorspronkelijk een inservice-opleider in de zorg. Dit instituut was gericht op opleidingen in de sector zorg, zoals verzorgenden, dokters- en apothekersassistenten en had vestigingen in Rotterdam en Leeuwarden.

## Capabel Onderwijs
In 2002 gingen de stichting Vrouwenvakschool failliet. Een doorstart werd mogelijk door overname van de activiteiten door Essay/Chiron en ondersteuning vanuit de overheid. Dit was de start van de Capabel Onderwijs. De opleidingen van de onderneming zijn erkend door Ministerie van Onderwijs, Cultuur en Wetenschap. Capabel Onderwijs is lid van de Nederlandse Raad voor Training en Opleiding en heeft het keurmerk van deze vereniging.